# Abudefduf sordidus
Abudefduf sordidus är en fiskart som först beskrevs av Forsskål, 1775.  Abudefduf sordidus ingår i släktet Abudefduf och familjen Pomacentridae. Inga underarter finns listade i Catalogue of Life.

## Bildgalleri

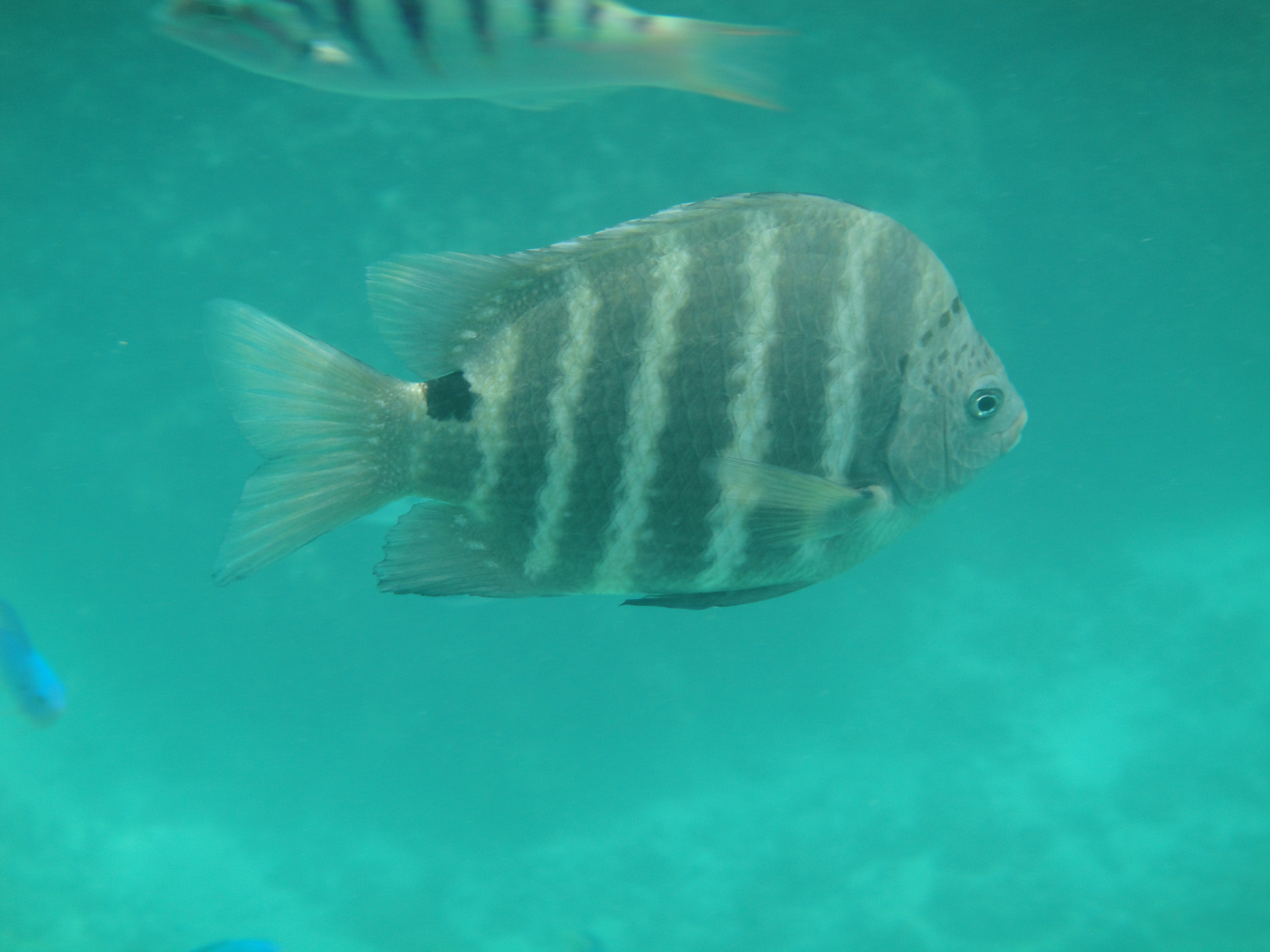